# Linea Sormovskaja
La Linea Sormovskaja (in russo Sormovskaja linija – Сормовско-Мещерская линия?), o linea 2, è una linea di metropolitana della metropolitana di Nižnij Novgorod, in Russia.

## Cronologia
| Tratto                    | Data di apertura | lunghezza |
| ------------------------- | ---------------- | --------- |
| Moskovskaja-Burnakovskaja | 20 dicembre 1993 | 2,95      |
| Burnakovskaja-Burevestnik | 9 settembre 2002 | 1,25      |
| Moskovskaja-Strelka       | 4 giugno 2018    | 3,1       |
| Totale                    | 5 stazioni       | 7,1 km    |